# حسنی قرمصلی
حسنی قرمصلی (انگلیسی: Hosni Karamosly؛ زادهٔ ۱ ژوئن ۱۹۸۰) بازیکن والیبال اهل تونس بود.